# Buffalo Springfield
Buffalo Springfield – amerykańska grupa folk rockowa, która pomogła zdefiniować ten gatunek. Pomimo zaledwie dwuletniej aktywności, miała znaczący wpływ na rozwój gatunku. Była też startem dla karier solowych występujących w niej Neila Younga, Stephena Stillsa i Richiego Furaya.
Najbardziej znane kompozycje to „For What It’s Worth”, „Bluebird”, „A Child's Claim To Fame”, „Rock And Roll Woman”, napisany wspólnie z Davidem Crosbym.
Zespół wystąpił na Monterey Pop Festival w 1967 r.
W 1997 r. grupa Buffalo Springfield została wprowadzona do Rock and Roll Hall of Fame.

## Muzycy
- Richie Furay gitara, śpiew
- Douglas Hastings gitara, śpiew
- Dewey Martin perkusja
- Jim Messina śpiew, gitara basowa
- Bruce Palmer gitara basowa
- Stephen Stills śpiew, gitara, instrumenty klawiszowe
- Neil Young śpiew, gitara

## Dyskografia
- 1966 Buffalo Springfield
- 1967 Buffalo Springfield Again
- 1968 Last Time Around